# Laurent Legname
Laurent Legname, né le 13 août 1977 à Hyères, est un entraîneur de basket-ball.

## Biographie
Laurent Legname est élu meilleur entraîneur de Pro B en 2015. À son arrivée à la JDA Dijon comme entraîneur, il remplace Jean-Louis Borg son ancien entraîneur. Mais les deux hommes travaillent toutefois encore ensemble puisque Borg reste manager général sportif de l'équipe dijonnaise.
En février 2020, il remporte la Leaders Cup avec la JDA Dijon.
Avant l'été 2021, il est nommé parmi les meilleurs entraîneurs de première division avec Zvezdan Mitrović pour AS Monaco, Lassi Tuovi de la SIG Strasbourg, et Elric Delord du Mans Sarthe Basket.
Lors de la saison 2020-2021, la JDA Dijon termine à la première place du championnat avec 27 victoires et 4 défaites mais est battue en finale par l'ASVEL.
Il rejoint ensuite la JL Bourg et participe à l'EuroCoupe.
Fin avril 2022, Laurent Legname est démis de sa fonction d'entraîneur de la JL Bourg. L'équipe bressane a alors un bilan de 14 victoires contre 16 défaites.
Le 24 novembre 2022, il devient l'entraîneur du BCM Gravelines-Dunkerque après le licenciement de JD Jackson. Il rejoint alors une équipe en difficulté (3 victoires en 9 rencontres). Legname parvient à maintenir le club confortablement, jusqu'à même frôler les playoffs, lors du dernier match.
Lors de la saison 2023-2024, le BCM Gravelines-Dunkerque commence par six défaites. Legname est démis de son poste.
En décembre 2023, Nenad Marković, l'entraîneur de la JDA Dijon est mis à pied par le club et remplacé par Laurent Legname.

## Club
- 1995-2001 :  Hyères-Toulon VB (Pro B)
- 2001-2008 :  Hyères-Toulon VB (Pro A)
- 2008-2009 :  SOM Boulogne-sur-Mer (NM1)
- 2009-2011 :  Hyères-Toulon VB (Pro A)

## Entraineur
- 2011-2012 :  Hyères-Toulon VB (Pro A) entraîneur de l'équipe espoirs.
- 2012-2013 :  Hyères-Toulon VB (Pro A) entraîneur adjoint de Jean-Aimé Toupane.
- 2013-2015 :  Hyères-Toulon VB (Pro A)
- 2015-2021 :  JDA Dijon (Pro A puis Jeep Élite)
- 2021-2022 :  JL Bourg Basket (Betclic Élite)
- 2022-2023 :  BCM Gravelines-Dunkerque (Betclic Élite)
- depuis 2023 :  JDA Dijon (Betclic Élite)

## Palmarès
- Sélectionné au All Star espoir en 1997, 1998 et 1999 avec le Hyères-Toulon VB
- Vainqueur des playoffs Pro B en 2001 avec le Hyères-Toulon VB
- Meilleur entraîneur de Pro B en 2015 avec le Hyères-Toulon VB
- Vainqueur de la Leaders Cup en 2020 avec la JDA Dijon.
- médaille de bronze Basket-ball Champions League 2020 avec la JDA Dijon.
- Vice-champion de France en 2021 avec la JDA Dijon
- Vainqueur de la coupe de France 2024 avec la JDA Dijon.